# Bühlingsweiler
Bühlingsweiler ist ein Wohnplatz in der Teilgemarkung des Ortsteils Feßbach der Gemeinde Kupferzell im baden-württembergischen Hohenlohekreis.

## Geographie

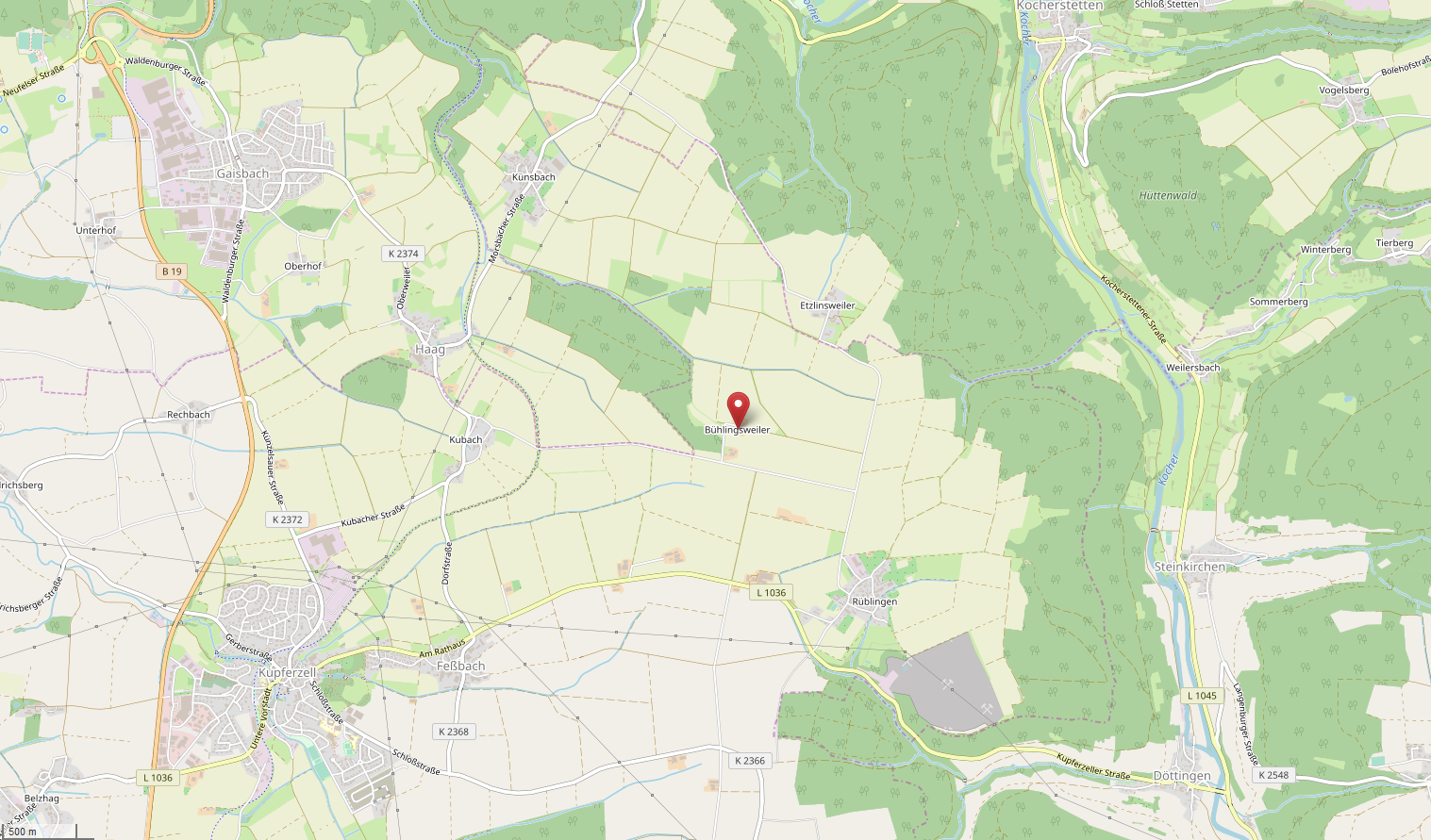
Lage von Bühlingsweiler

Der kleine Ort ist etwa zweieinhalb Kilometer nordöstlich von Feßbach entfernt und grenzt an das Südostende der Waldinsel Herrenholz. Die Verbindungsstraße vom Feßbacher Weiler Kubach nicht ganz zwei Kilometer im Westen zum Feßbacher Weiler Rüblingen etwa anderthalb Kilometer im Südosten (Entfernung jeweils in Luftlinie) führt an ihm vorbei. Er steht auf etwa 385 m ü. NHN im Unterraum Kupferzeller Ebene und Kocheneck des Naturraums Hohenloher und Haller Ebene auf einer Geländewelle zwischen den oberen flachen Talmulden des Lietenbachs im Süden und des Bauersbachs im Norden.

## Beschreibung
Bühlingsweiler ist eine der häufigen Aussiedlerhofgruppen, die in der 2. Hälfte des 20. Jahrhunderts errichtet wurden. Der Wohnplatz hat vier Hausnummern an der von der Straße Kubach–Rüblingen abgehenden kurzen Erschließungsstraße gleichen Namens, davon eine für ein Wasserhäuschen und die übrigen drei jeweils für ein Anwesen. Es leben sieben Einwohner dort.
Ausweislich eines Meßtischblattes aus den 1930er Jahren bestand damals dort noch kein Wohnplatz, doch wurde die umgebende Flur Bühlingsweiler genannt, ein Name, der auf eine in älterer Zeit wüst gefallene Siedlung dort oder nahebei hindeutet. Das landeskundliche Online-Informationssystem LEO-BW für Baden-Württemberg nennt auch eine Ortswüstung Bullingsweiler östlich von Kubach, um 1250 noch als Polinswilaer erwähnt, die schon vor 1600 abgegangen sei.